# Hermann Gallos
Hermann Gallos (21. Jänner 1886 in Wien – 20. Februar 1957 ebenda) war ein österreichischer Opernsänger (Tenor). Er war langjähriges Ensemblemitglied der Wiener Staatsoper und trat von 1922 bis 1950 regelmäßig bei den Salzburger Festspielen auf.

## Leben
Gallos sang überwiegend klassische Buffo-Rollen und war oft auch in bedeutenden Tenor-Nebenrollen zu hören. 1922, im ersten Jahr, in dem bei den Salzburger Festspielen Opern gespielt wurden, verkörperte er den Pedrillo und den Curzio, beide Opern dirigiert von Franz Schalk. Er war mehrfach bei Premieren nach dem Umbau des Festspielhauses beteiligt: 1927 und 1936 als Jaquino im Fidelio, 1938 als Augustin Moser in den Meistersingern von Nürnberg und 1939 als Valzacchi im Rosenkavalier. Er sang unter bedeutenden Dirigenten, wie Arturo Toscanini, Wilhelm Furtwängler oder Karl Böhm.

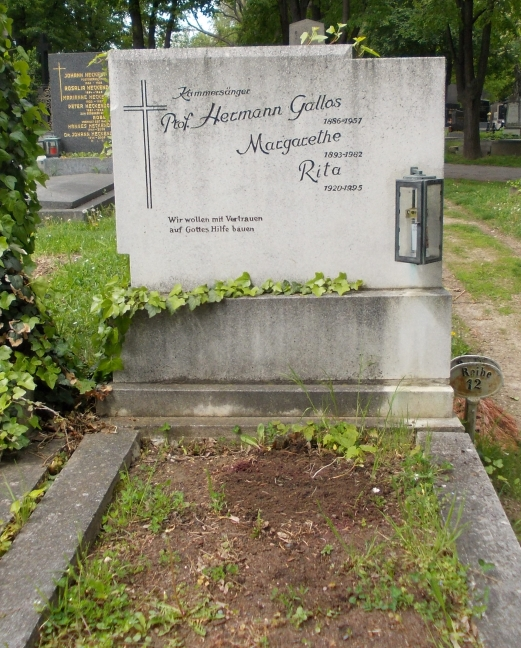
Grabstätte von Hermann Gallos

Gallos unterrichtete auch an der Wiener Musikakademie, er war u. a. Lehrer von Hans Braun und Walter Berry.
Er wurde am Wiener Zentralfriedhof (Gruppe 33F, Reihe 12, Nummer 8) bestattet.

## Diskografie
- 1933: Der Rosenkavalier (Gesamtaufnahme, Wien)
- 1944: Fidelio (Gesamtaufnahme im Wiener Konzerthaus)
- 1950–1951: Die Meistersinger von Nürnberg, Dirigent: Hans Knappertsbusch
- 1954: Salome, Dirigent: Clemens Krauss (Naxos Historical)